# Marja Merisalo
Marja Merisalo, född 1965, är en finländsk koreograf och dansös. Till sin skolning är hon magister i danskonst från Teaterhögskolan i Helsingfors. Hennes huvudsakliga specialiteter är modern danskonst samt indisk dans. Hon har bl.a. gjort många samarbetsproduktioner tillsammans med sin man, musikern och multiartisten Carl-Johan Häggman.
Som dansare har hon jobbat sedan 1982 i ett mångfald olika teater-, musik- och dansproduktioner bl.a. i Q-teatteri, Helsingfors stadsteater, Ylioppilasteatteri (Studentteatern i Helsingfors) och Finlands nationalteater.
Marja Merisalo har även fungerat i Björneborg som länskonstnär åren 2009–2011. Från och med år 2013 har hon fungerat som konstkoordinator i Arabiastranden i Helsingfors.

## Koreografier
- Ilmatar in India, Sordavala, Ryssland 2019 (residesprojekt vid KARN, Karelian Art Residence Network)[1][2][3][4]
- Echoes from Karelia, Terijoki och Sordavala, Ryssland 2015 och 2019, Sverige 2016, Italien 2018
- Tid och Energi, Vanda 2008, Björneborg 2011.
- The Tyger, London 2007, Genua, Italien 2007.
- Adimaya, Sydney, Australien 2006.
- Elefanttimetsä ("Elefantskogen"), Dansteater Raatikko 2004.
- O Lal Meri, Italien 2004.
- Mahamaya, Mumbai, Indien 2003, Italien 2003.
- Mustalaisleiri muuttaa taivaaseen (Zigenarlägret flyttar till himlen), Lappeenrannan kaupunginteatteri (Villmanstrand stadsteater) 1997.
- Kevät saapuu, Finlandia-huset 1995.
- Echoes from Finland, Espoon Teatteri 1994.

## Regier
- Tid och Energi, Martinus-salen Vanda 2008, Promenadisalen Björneborg 2011.
- Tuulen poika, Poikkilaakson ala-aste 2007, Arabian peruskoulu 2013
- Apinakuningas Hanuman, Keinutien ala-aste 2006.
- Zum Zum Zananana, EU:s Urban II -projekt 2005.
- Tiikeri tanssii, Dansteater Raatikko (Taikalamppu) 2003.
- Pikkubussilla alkuräjähdyksestä atomiaikaan, Ateneum 1996. (Tillsammans med Emilia Pokkinen).
- Ilveilijän testamentti, Ylioppilasteatteri 1992.

## Teaterproduktioner
- Theatre of Eternal Values: Eternity in an Hour, Helsingfors festspel 2008, Italien-turné, bl.a. Milano, Rom 2009, Schweiz-turné: Genève, Basel, 2009 New York Fringe Festival, New York 2010,  Theater Basel 2010, Turné i nationalteatrarna i Istanbul, Ankara och Bursa 2011.

- Theatre of Eternal Values: William Blake's Divine Humanity, New Player's Theatre, West End, London, 2007.
- Teaterhögskolan i Helsingfors: Paalu, 1994.
- Ylioppilasteatteri: Ilveilijän testamentti, 1992.
- Ylioppilasteatteri: Vanja-Eno (Onkel Vanja), 1992.
- Q-teatteri: Sudenhetki, Helsingfors 1990.
- Finlands nationalteater: Kullervo's Story, 1989.
- Ylioppilasteatteri: Zoo, 1989.
- Helsingfors stadsteater: Kalevala, 1985.